# Yousuf Adam
Yousuf Adam (en árabe: يوسف آدم محمود‎; Catar; 12 de septiembre de 1972) es un exfutbolista y entrenador de fútbol de Somalia nacido en Catar que jugaba en la posición de centrocampista.

## Carrera

### Club
| Periodo   | Club            | Apariciones | Goles |
| --------- | --------------- | ----------- | ----- |
| 1998–2006 | Al-Ittihad Doha | 114         | 8     |
| 2006–2008 | Al Shamal SC    | 7           | 0     |
| 2008–2009 | Umm Salal SC    | 1           | 0     |

### Selección nacional
Jugó para Qatar en 40 ocasiones de 2000 a 2006 sin anotar goles; participó en los Juegos Olímpicos de Barcelona 1992, en los Juegos Asiáticos de 1998 y en la Copa Asiática 2000.

### Entrenador
| Periodo   | Club              |
| --------- | ----------------- |
| 2010      | Al-Mesaimeer SC   |
| 2010      | Somalia           |
| 2010      | Somalia sub-23    |
| 2013      | Al-Shahaniya SC   |
| 2014      | El Jaish SC       |
| 2014–2015 | Al-Mesaimeer SC   |
| 2016–2017 | Al-Ahli Doha      |
| 2017–2018 | Al-Markhiya SC    |
| 2018–2021 | Al Kharaitiyat SC |

## Logros
- Liga de fútbol de Catar: 2

2002, 2005
- Copa del Emir de Catar: 1

2002
- Copa Príncipe de la Corona de Catar: 1

2000